# Casa da Dízima
A Casa da Dízima do Pescado é um edifício do Município de Oeiras, na foz do Rio Tejo, Portugal. É datado de finais do século XV (1495), e se localiza junto ao Palácio dos Arcos, sobranceiro à baía de Paço de Arcos. 
Era o local destinado à cobrança do imposto medieval(10%)sobre os produtos transaccionados no porto (Cais da Caldeira) e que se encontrava sobre a jurisdição do Conde das Alcáçovas e Senhor de Castelo de Paiva. É constituído por 4 salas abobadadas e por uma açoteia na cobertura. Das abóbadas em tijolo, 3 são de cruz e uma de berço. É um edifício classificado de interesse municipal, inserido no núcleo histórico urbano da Vila de Paço de Arcos. 
No início do século XXI foi adaptado a restaurante, mantendo o nome Casa da Dízima.